# Снова
Снова́ — крупная река в Долгоруковском и Задонском районах Липецкой области. Правый приток Дона. Длина 74 км, площадь водосборного бассейна 1770 км².

## Описание
Исток имеет начало в 5 км южнее села Долгоруково, у деревни Харламовка. В Дон впадает южнее села Ксизово.
Питание снеговое, дождевое, родниковое. Ледостав в ноябре — декабре, держится около 140 дней, вскрывается в марте — апреле. Крупные притоки: Кобылья Снова, Ломовечин.
От впадения реки Кобылья Снова до устья — широкое русло.

### Этимология названия
По одной из версий название реки ираноязычное (одно из редких в этой части страны). Но более достоверной является версия о «черниговском» происхождении названия (в Черниговской области есть река «Сновь»).

## Данные водного реестра
По данным государственного водного реестра России относится к Донскому бассейновому округу, водохозяйственный участок реки — Дон от города Задонск до города Лиски, без рек Воронеж (от истока до Воронежского гидроузла) и Тихая Сосна, речной подбассейн реки — Дон до впадения Хопра. Речной бассейн реки — Дон (российская часть бассейна).
Код объекта в государственном водном реестре — 05010100812107000002051.

## Притоки
(км от устья)
- 25 км: река Кобылья Снова (пр)
- 35 км: река Ломовечин (пр)
- 47 км: ручей Поповка (лв)
- 50 км: ручей Лух (пр)

## Населённые пункты от истока к устью
- Харламовка
- Ивановка
- Братовщина
- Долгоруково
- Екатериновка
- Молодовка
- Царёвка
- Жерновное
- Гринёвка
- Вороновка
- Исаевка
- Карташовка
- Долгуша
- Симаковка
- Сновская
- Освобождение
- Ольшанец
- Дёгтевое
- Засновка